# Point Hope
Point Hope ist eine Stadt  im North Slope Borough im US-amerikanischen Bundesstaat Alaska. Das U.S. Census Bureau hat bei der Volkszählung 2020 eine Einwohnerzahl von 830 ermittelt.

## Geografie
Point Hope liegt an der Spitze einer Landzunge am nordwestlichen Ende der Lisburne-Halbinsel an der Küste der Tschuktschensee. In der Gegend herrscht ein arktisches Klima. 330 Meilen (ca. 530 km) nordöstlich von Point Hope liegt die Stadt Barrow, der Verwaltungssitz des North Slope Boroughs.

## Geschichte
Die Point Hope-Halbinsel ist eine der ältesten Gegenden Alaskas, die durchgängig von den halbnomadisch lebenden Inupiat besiedelt wurde. Einige Siedlungen auf der Halbinsel existieren bereits seit 2500 Jahren. Die Halbinsel bietet guten Zugang zu Meeressäugetieren, und die Packeis-Situation erlaubt ungefährliche Bootsfahrten ins offene Meer während der Walfang-Saison im Frühjahr. 1848 führte der kommerzielle Walfang zu einem Zuzug von Weststaatlern, die Einwohner von Point Hope als Fischer beschäftigten. In den frühen 1900er Jahren verlor der Walfang rapide an Bedeutung. 1966 wurde Point Hope als City inkorporiert. 1962 wehrten sich die Einwohner der kleinen Stadt erfolgreich gegen das als Operation Chariot bezeichnete Vorhaben der United States Atomic Energy Commission, durch Zündung einer Reihe von Atombomben einen künstlichen Seehafen in Kap Thompson zu schaffen.

## Demografie
Zum Zeitpunkt der Volkszählung im Jahre 2000 (U.S. Census 2000) hatte Point Hope 757 Einwohner auf einer Landfläche von 16,4 km². Das Medianalter betrug 21,9 Jahre (nationaler Durchschnitt der USA: 35,3 Jahre). Das Pro-Kopf-Einkommen (engl. per capita income) lag bei US-Dollar 16.641 (nationaler Durchschnitt der USA: US-Dollar 21.587). 14,8 % der Einwohner lagen mit ihrem Einkommen unter der Armutsgrenze (nationaler Durchschnitt der USA: 12,4 %). 90,6 % der Einwohner von Point Hope sind indigener Abstammung, die in dem bundesweit anerkannten Indianerreservat Village of Point Hope leben. Die Inupiat bewahren trotz des Einflusses der westlichen Kultur ihre alten Traditionen. So ist der Handel, der Import und der Konsum von Alkohol im Reservat nicht erlaubt.

## Wirtschaft und Infrastruktur
Arbeitsmöglichkeiten bietet die Verwaltung der Stadt und des Boroughs. Die Einwohner stellen Masken aus Walknochen, Elfenbeinschnitzereien und traditionelle Kleidung her und ernähren sich hauptsächlich von Seehunden, Walfisch, Karibu, Polarbären, Vögeln, Fischen und Beeren. In der Stadt gibt es eine Schule. Die medizinische Versorgung wird unter anderem durch die Point Hope Health Clinic sichergestellt. In Point Hope gibt es einen öffentlichen vom Staat betriebenen Flugplatz, der die einzige ganzjährige Erreichbarkeit des auf dem Landweg isolierten Gebietes garantiert. Für den lokalen Transport werden Skiffs, Umiaks und Schneemobile benutzt.

## Persönlichkeiten
- John Alexander Low Waddell (1854–1938), Bauingenieur